# Fitomassa
La fitomassa è l'insieme di tutta la massa vegetale, cioè la biomassa costituita dal peso degli organismi vegetali presenti in una data superficie. È una misura, espressa in g/m² o t/ha, usata per l'analisi quantitativa della vegetazione che ricopre un territorio. 
La massa organica viene pesata dopo aver subito una lenta essiccazione a basse temperature, non considerando l'apparato radicale, poiché essendo sotterraneo è di difficile misurazione e di cui si ritiene che rappresenti il 10-15 % della fitomassa totale. Per calcolare la fitomassa di un territorio è inoltre necessario effettuare più rilevamenti durante il corso dell'anno, a causa della sua variazione decretata dai differenti cicli biologici delle specie vegetali presenti, strettamente condizionati dal tipo di clima che caratterizza la zona. Si ottiene così la produzione annuale di fitomassa che può essere così confrontata con quella degli anni passati per calcolare la produzione relativa, una misura usata nelle indagini agronomiche e forestali, indicativa dell'incremento o della diminuzione annuale di fitomassa in quel territorio.